# 第二次马萨亚战役
第二次马萨亚战役（1856年11月15日—1856年11月17日）发生在威廉·沃克的掠夺者首都格拉纳达西北的马萨亚镇。沃克上个月在那里进行了一场没有结果的战斗，他再次试图占领这座重要的设防城镇。对该镇的进攻和随后的围困均未达到目的。因为双方都遭受了重大损失，但仍然没有取得决定性的结果，沃克的士兵在经过三天三夜的战斗后撤回格拉纳达。这次失败迫使沃克不仅放弃了他脆弱的首都格拉纳达，还将其夷为平地。

## 背景

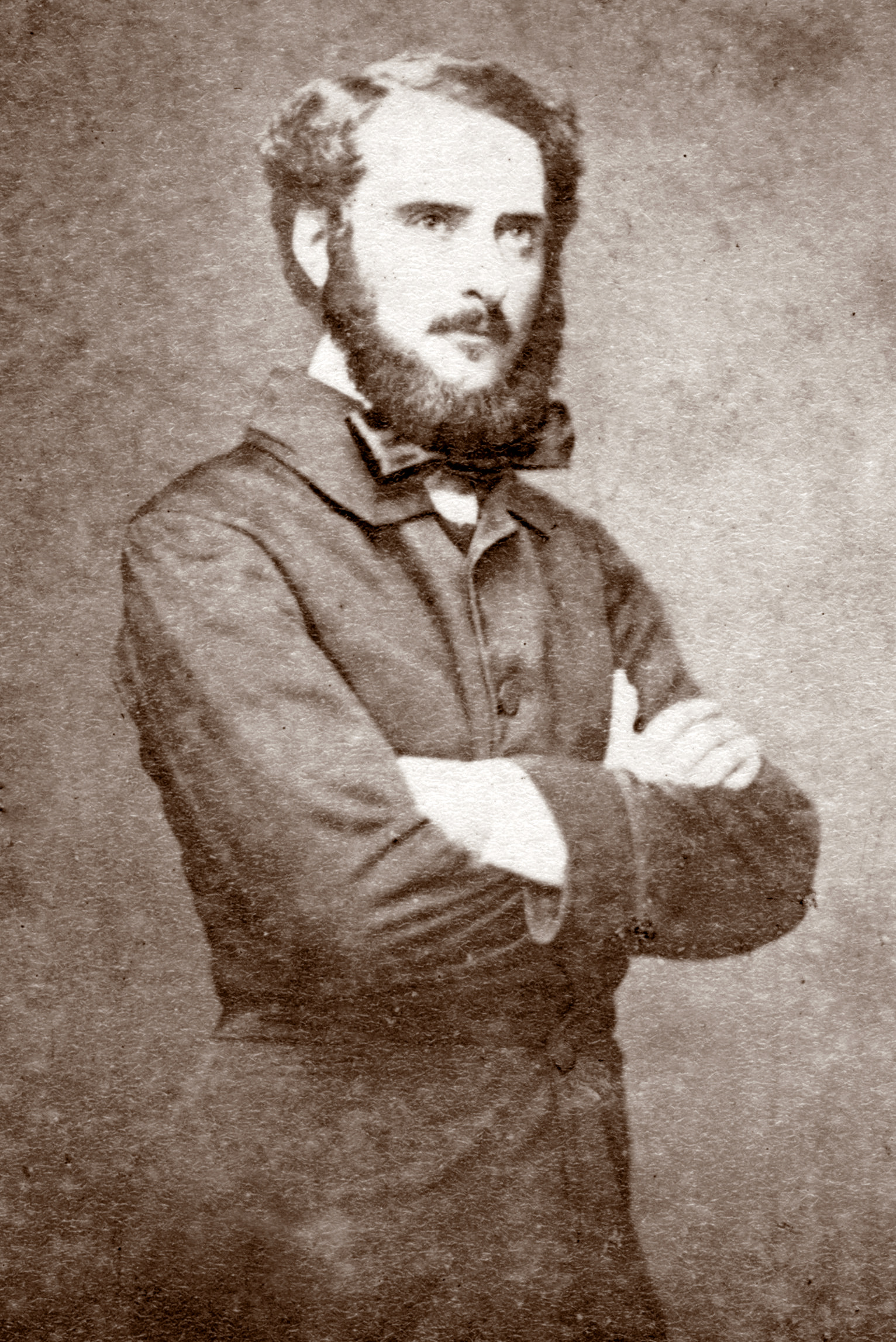
查尔斯·弗雷德里克·亨宁森将军

在10月的第一次马萨亚战役失败之后，沃克知道敌军驻扎在如此近的地方，使他在格拉纳达的地位难以维持。在11月11日的“过境之战”（Battle of the Transit）中，沃克将何塞·马里亚·卡尼亚斯赶出拉维尔亨（La Virgen），随着经验丰富的查尔斯·弗雷德里克·亨宁森将军回到了他的部下，沃克对他的胜利军队夺回马萨亚的能力充满信心。沃克和他的部下从拉维尔亨出发前往格拉纳达，在那里集结了550人。15日上午，沃克和这支部队向马萨亚方向进发。然而，在前往目的地的途中，沃克收到消息，马克西莫·赫雷斯将军率领的800名士兵已离开马萨亚，以增援卡尼亚斯在里瓦斯战败的军队。这支新组建的机动部队威胁到了沃克控制下的过境线路，因此沃克调遣了200名士兵，命令增援刚刚占领的过境城市拉维尔亨的驻军。此时沃克只剩下350名士兵，他莫名其妙地决定继续攻击马萨亚。正如丹尼尔·B·卢卡斯所解释的那样，沃克“热衷于用劣势兵力袭击设防城镇”是他决定进攻的动机。无论原因如何，11月15日，沃克的部队抵达了马萨亚。

## 战斗
沃克的士兵袭击了该镇，这一次得到了亨宁森将军指挥的炮兵的持续火力支援。就像10月在马萨亚战役期间发生的那样，沃克的士兵迅速占领了圣塞巴斯蒂安的小广场，但经过激烈的战斗，他们在距离市中心广场仅几码远的地方被迫停了下来。此时，沃克三分之一的士兵已被击毙或负伤，在接下来的两天里战斗愈演愈烈，但均为产生结果。到17日午夜，沃克得出结论，这次袭击不仅损失惨重，而且浪费了太多宝贵的时间。沃克和他的士兵因此解除了围困，悄悄地撤退回格拉纳达。

## 后续
沃克和他剩下的200名士兵得以顺利返回格拉纳达，大概是因为中美洲军队也遭受了严重损失，无法追击沃克的军队。在这场代价高昂的战斗之后，沃克决定放弃并摧毁格拉纳达，并在18日重返该城后向亨宁森透露了他的意图。